# مورچه‌مرغ خال‌چشمی
مورچه‌مرغ خال‌چشمی(نام علمی: Phaenostictus mcleannani) نام یک گونه از تیره مورچه‌مرغ است.